# St. Antonius (Niederwelschenbach)

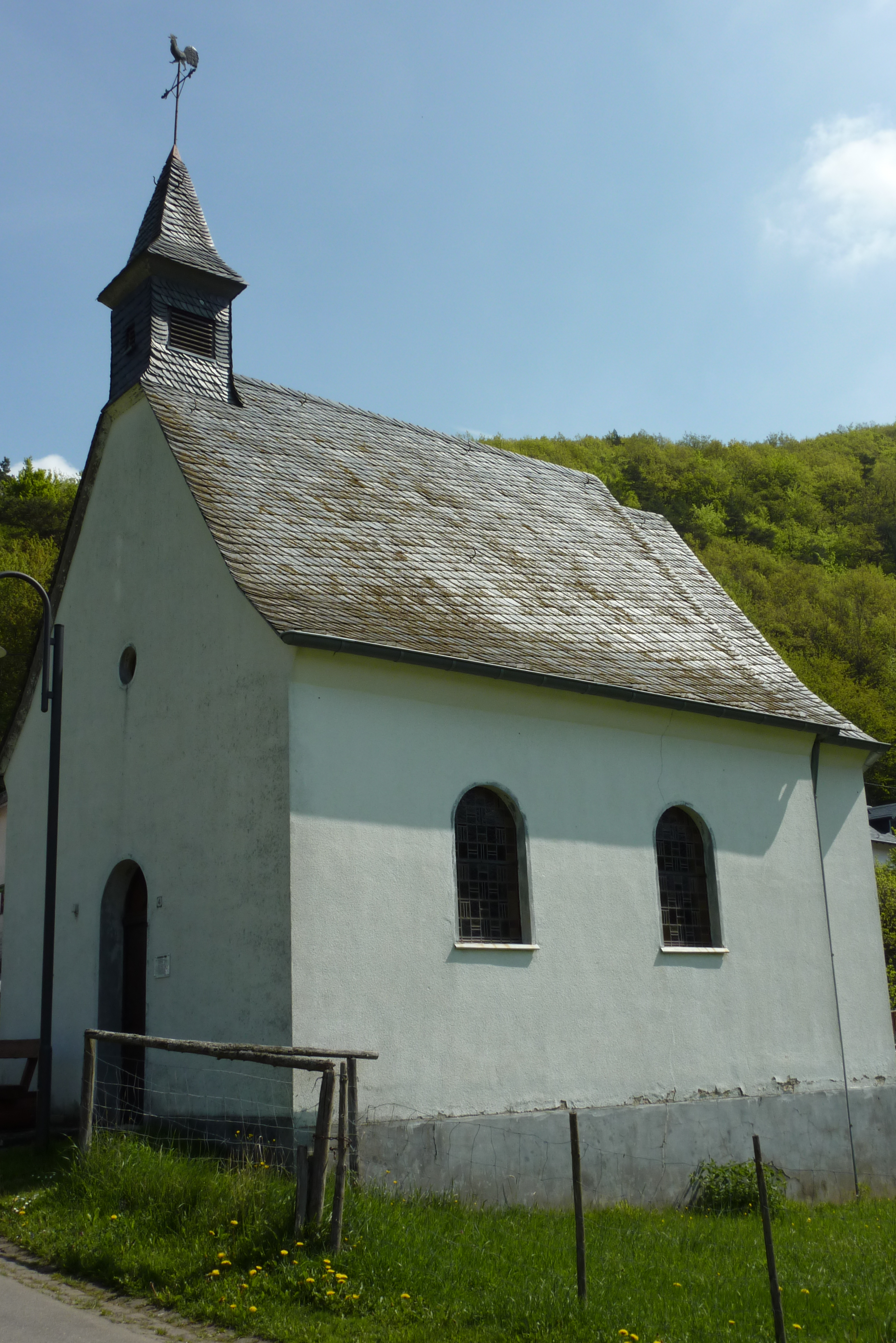
Kapelle St. Antonius in Niederwelschenbach

Die Kapelle St. Antonius Eremit in Niederwelschenbach, einem Ortsteil der Ortsgemeinde Welschenbach im Landkreis Mayen-Koblenz in Rheinland-Pfalz, ist eine katholische Kapelle, die 1951/52 errichtet wurde.
Von den Einwohnern von Büchel und Niederwelschenbach wurde 1951/52 diese Kapelle nach den Plänen des Architekten Franz Weschbach aus Mayen erbaut. Sie ist dem heiligen Antonius geweiht, dem Schutzheiligen der Bauern und ihrer Nutztiere. 
Der barocke Altar aus dem 17. Jahrhundert stammt aus der wegen Baufälligkeit abgebrochenen alten Antoniuskapelle. Er ist ein schützenswertes Kulturdenkmal.